# Wim Kan
Pour les articles homonymes, voir Kan (homonymie).
Wim Kan est un artiste de cabaret néerlandais. Il est considéré comme l'un des « trois grands du cabaret néerlandais » d'après la Seconde Guerre mondiale, avec Wim Sonneveld et Toon Hermans. Au piano, il était accompagné par Ru van Veen (nl).

## Biographie

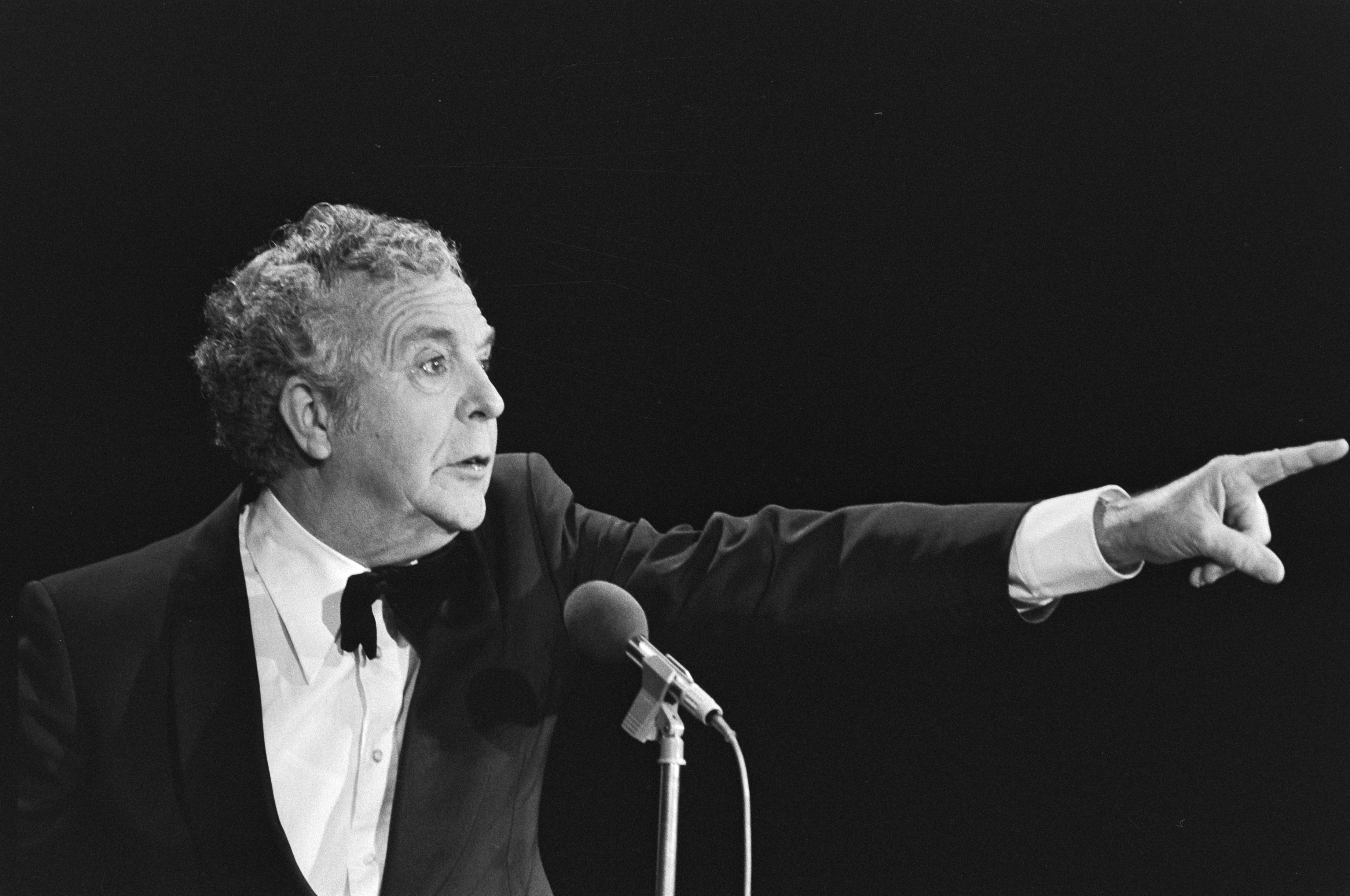
Wim Kan en 1979

Son père Jan Kan (nl) fut ministre de l'intérieur et son frère Jan M. Kan (nl) fut conseiller d'état.
Il fait la connaissance en 1930 de Corry Vonk (nl), qui faisait des revues, et ils se marient en 1933.
Il fait ses débuts officiels sur la scène du Nederlandsch-Indisch Tooneel de Cor Ruys (nl).
Il fonde avec sa femme en 1936 le ABC-cabaret (nl).
À la fin de 1939, l'ABC-cabaret part en tournée dans les Indes orientales néerlandaises à l'invitation des Nederlandsch-Indische Kunstkringen (Cercles artistiques des Indes néerlandaises) pour une tournée de cent jours dans les quatre îles de l'archipel. Après l'invasion des Pays-Bas par l'Allemagne, ils ne peuvent rentrer, alors ils continuent à fouler les planches, Kan étant mobilisé à Bandung au quartier général de l'Armée royale des Indes néerlandaises. Après l'invasion du Japon en 1942, Kan est fait prisonnier de guerre le 12 mars, se retrouvant ensuite dans treize camps (dont ceux visant à construire la ligne Siam-Birmanie), Corry se retrouvant dans un camp d'internement civil. Pendant la guerre, s'ils ne purent se voir, ils purent entretenir une correspondance. Par la suite, sur la VPRO, dans une émission conçue par Jan Vrijman et Joes Odufré (nl), il reconstitue la Fête de la Reine du 31 août 1943 telle qu'elle fut célébrée dans son camp.
En novembre 1945, Corry et Wim se retrouvent, rentrant aux Pays-Bas en mars 1946 pour ressusciter le cabaret ABC. Il est devenu un vivier où de jeunes talents comme Ton van Duinhoven (nl) , Teddy et Henk Scholten (nl) , Rijk de Gooyer et bien d'autres comme Jenny Arean, Mimi Kok, Nelly Frijda, Maya Bouma (nl) , Wieteke van Dort (nl) , Frans Halsema (nl) , Marnix Kappers (nl)  et Frits Lambrechts ont acquis de l'expérience. Des auteurs de textes tels que Seth Gaaikema (nl) et Simon Carmiggelt y ont aussi contribué.
En 1971, du fait de son passé de prisonnier de guerre, il protesta vivement contre la venue de Hirohito.
Wim Kan est considéré comme le fondateur de la tradition néerlandaise des conférences de la réveillon de la Saint-Sylvestre, les oudejaarsconference (nl), une émission où un humoriste passe en revue l'année écoulée. Il inaugure cette tradition en 1954, demandant un millier de florins et la levée de la censure habituelle. En 1956, 1958, 1960, 1963 et 1966, d'autres ont suivi, toujours sur VARA. Il le fit aussi pour la première à la télévision en 1973, et obtint un grand succès.

## Galerie

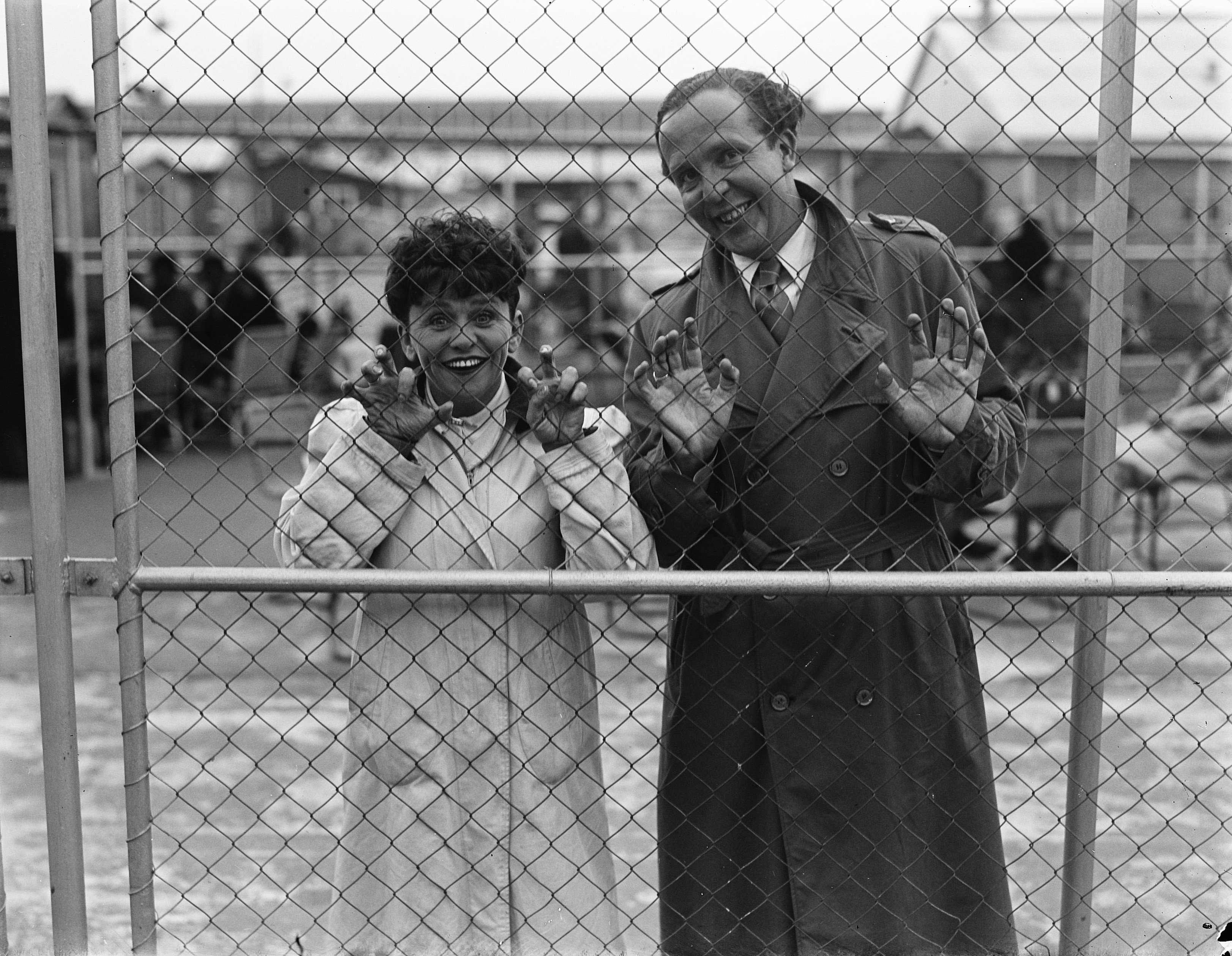
Corry Vonk (nl) et Wim Kan avant un départ en tournée outre-mer en 1948. Daan Noske/Anefo
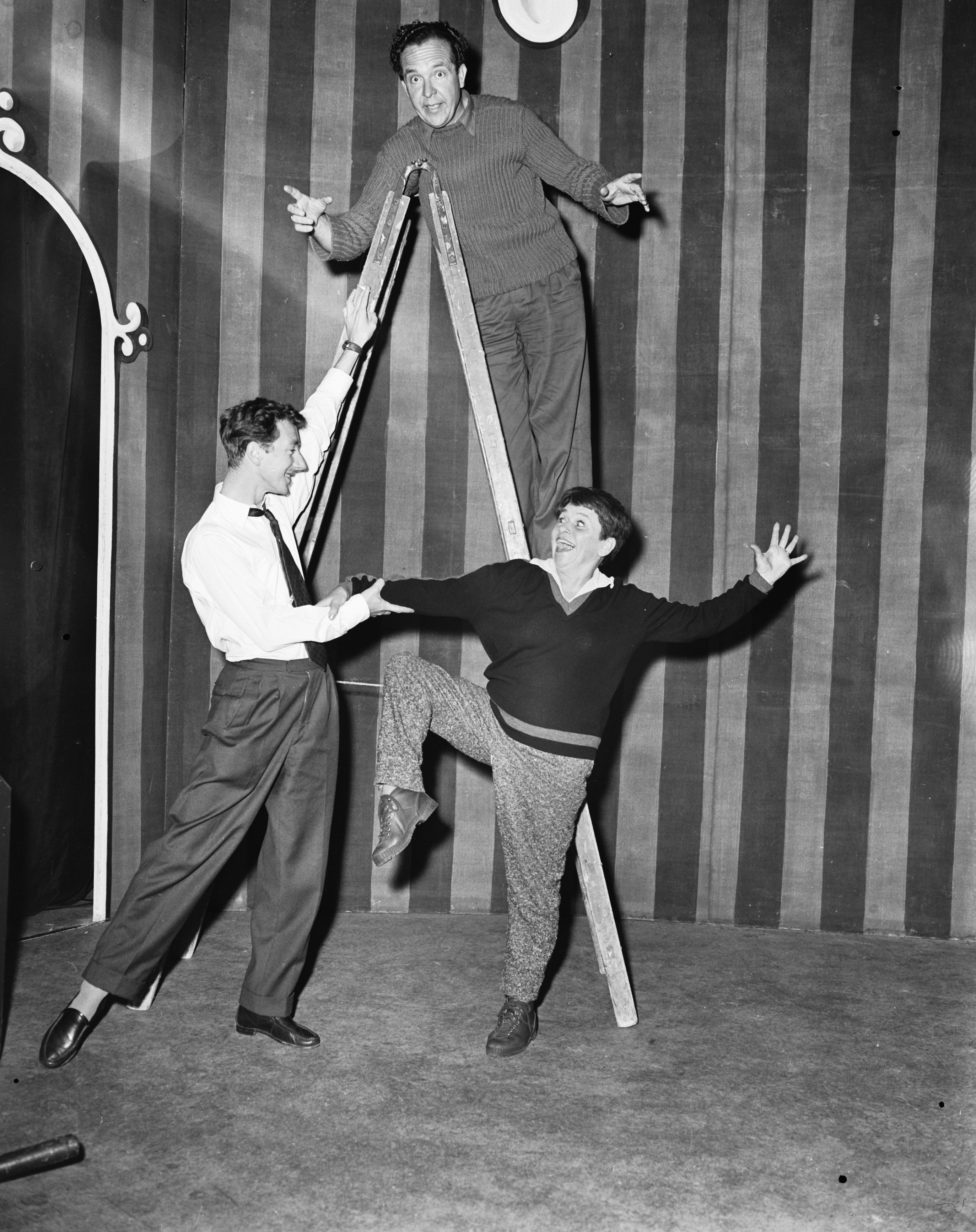
Le cabaret ABC à La Haye en 1955 : Wim Kan, Corry Vonk et Albert Mol. Harry Pot/Anefo
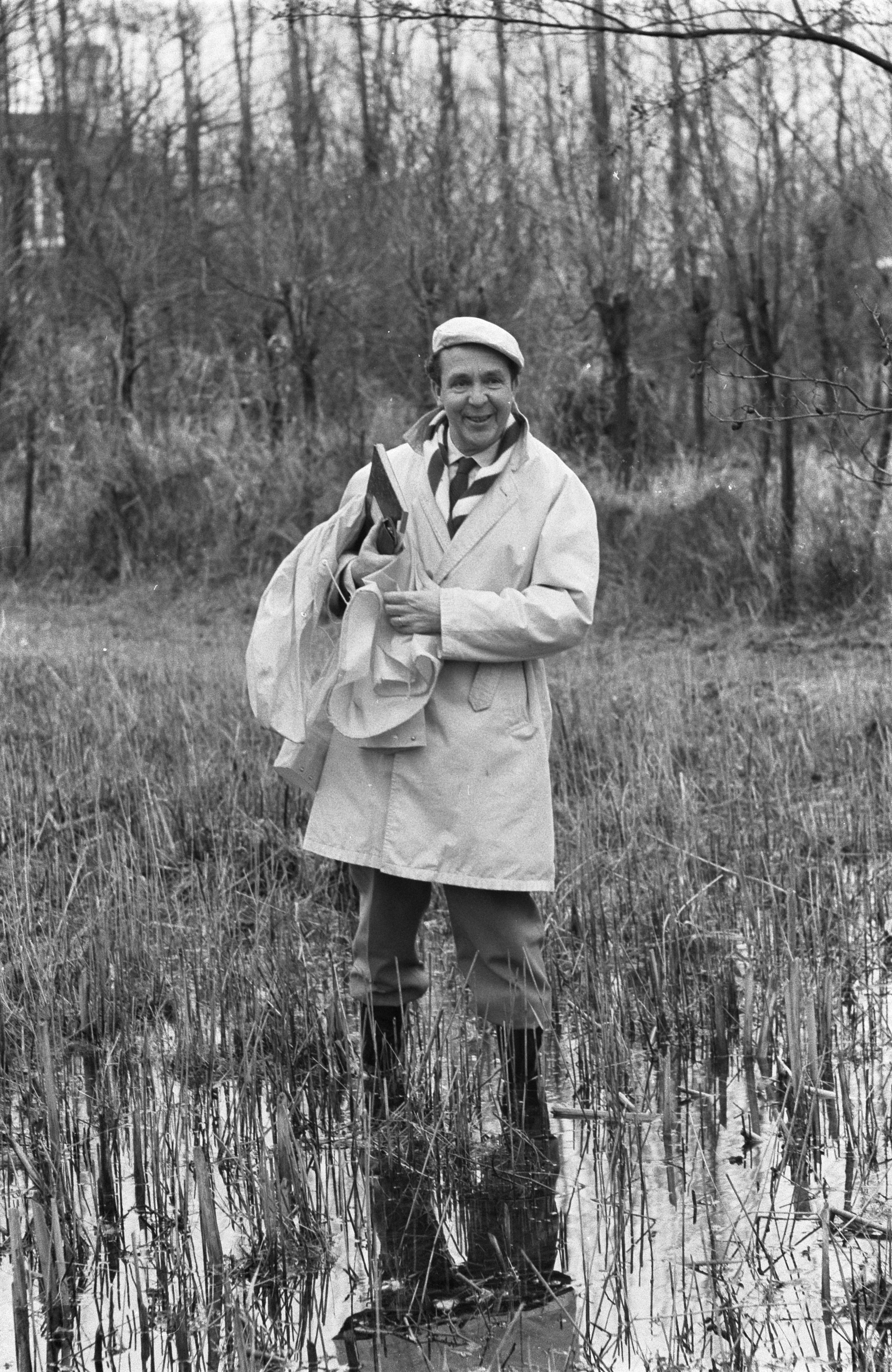
Wim Kan en 1960. Harry Pot/Anefo
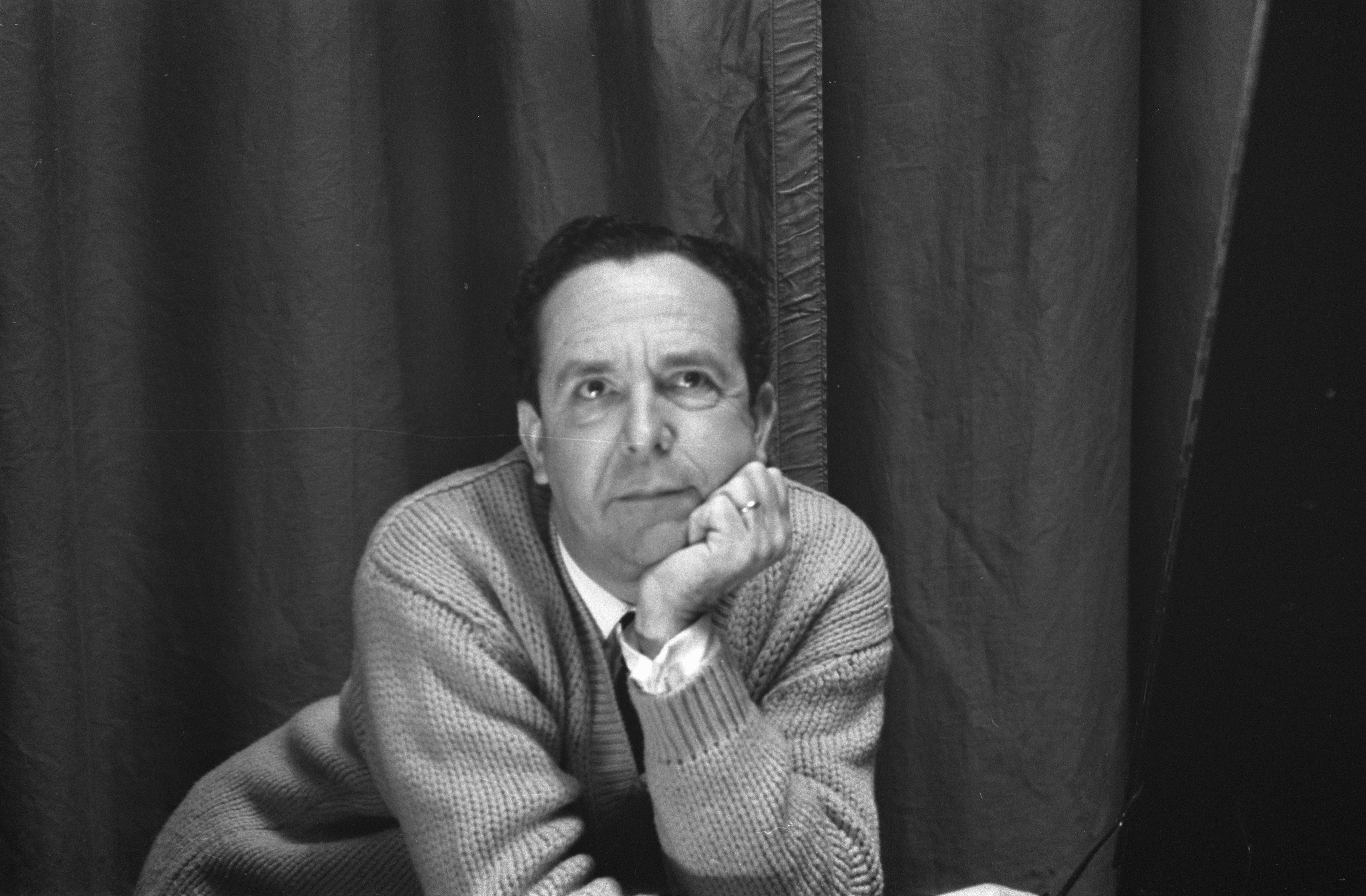
Wim Kan, 1960. Wim van Rossem/Anefo
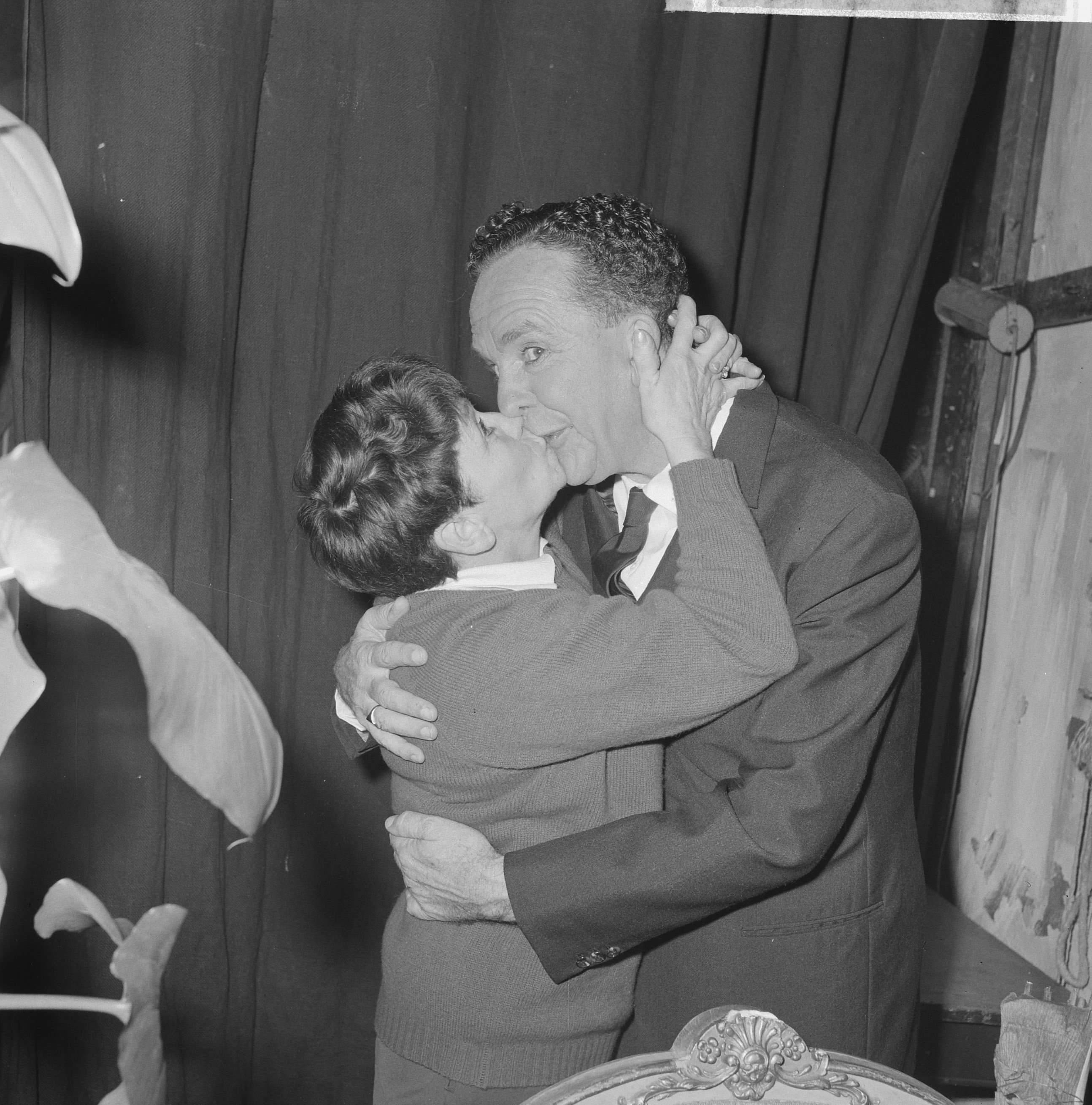
Avec son épouse en 1963. Jack de Nijs/Anefo
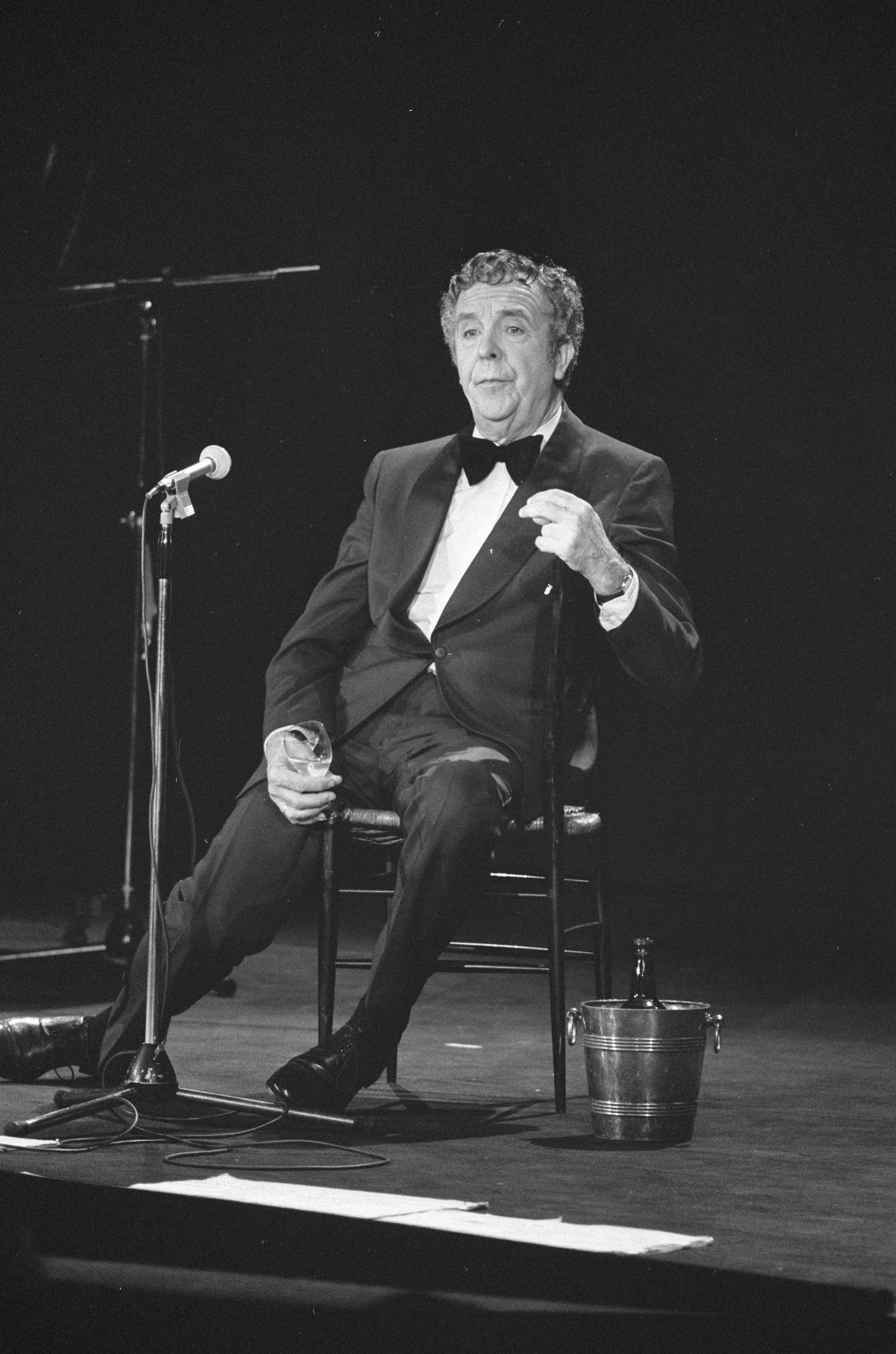
Wim Kan en 1973